# Дворјане
Дворјане (словен. Dvorjane) је насељено место у општини Дуплек, Подравска регија, Словенија.

## Историја
До територијалне реорганизације у Словенији било је у саставу старе општине Марибор.

## Становништво
У попису становништва из 2011. године, Дворјане је имало 714 становника.
| Број становника према пописима | Број становника према пописима | Број становника према пописима |
| ------------------------------ | ------------------------------ | ------------------------------ |
| 1991                           | 2002                           | 2011                           |
| 623                            | 651                            | 714                            |

Напомена: До 1955. исказивано под именом Свети Мартин при Вурберку.